# 舒米亞奇 (俄羅斯)
舒米亚奇（羅馬化：Shumyachi）是俄罗斯斯摩棱斯克州的市级镇，为该州舒米亚奇区行政中心及规模最大聚居地。地处斯摩棱斯克州南部，位于第聂伯河流域奥斯乔尔河一支流舒米亚奇卡河（Шумячка）河畔，在州府斯摩棱斯克东南方，附近城市有罗斯拉夫尔。距离最近的火车站是位于东南侧的波尼亚托夫卡站。
该地2022年人口有3,539人；2010年人口4,227；2002年人口4,731；1989年人口5,724。